# Yangpyeong
Der Landkreis Yangpyeong (kor.: 양평군, Yangpyeong-gun) befindet sich in der Provinz Gyeonggi-do. Der Verwaltungssitz befindet sich in der Stadt Yangpyeong-eup. Der Landkreis hatte eine Fläche von 878 km² und eine Bevölkerung von 118.374 Einwohnern im Jahr 2019.
Der Landkreis ist Teil der Region Sudogwon.

Lage des Landkreises in Südkorea